# سعود بن إبراهيم البوسعيدي
سعود بن إبراهيم البوسعيدي وزير الداخلية في سلطنة عُمان وهو من العائلة الحاكمة آل بو سعيد.

## نبذه عنه
هي الوزير المسؤول عن جميع ولاة المناطق في سلطنة عمان وهو أكثر وزير داخلي في الخليج له مدة طويلة ولم يترك مكانه
الآن هوه يعتبر وزير متقاعد 